# Pouteria oblanceolata
Pouteria oblanceolata är en tvåhjärtbladig växtart som beskrevs av João Murça Pires. Pouteria oblanceolata ingår i släktet Pouteria och familjen Sapotaceae. Inga underarter finns listade i Catalogue of Life.